# Arthur Vollstedt
Arthur Vollstedt, född 21 januari 1892 i Hamburg och död 15 november 1969 i Köln, var en tysk hastighetsåkare på skridskor. Han deltog i Sankt Moritz 1928. Han tävlade på 500 m och 1 500 m.